# Área salvaje Glacier Bay
El área salvaje Glacier Bay  (en inglés: Glacier Bay Wilderness) es un área salvaje de los Estados Unidos que forma parte del parque nacional y reserva de la Bahía de los Glaciares, un parque nacional del estado de Alaska.
El área salvaje consiste en 10 784,37 km², una sección importante del parque de 13 300 km². Rodeada por un anillo espectacular de glaciares de las montañas, la bahía está protegida por la cordillera Fairweather al oeste y las montañas de San Elías en el norte. Los picos más altos, coronados por el monte Fairweather a 4700 m, atraen a montañeros y turistas en egenral. Se pueden apreciar vistas de glaciares, la fauna, flora y el sistema de montañas.
Esta área es supervisada por el Sistema Nacional de Preservación de Áreas Salvajes de los Estados Unidos.